# 再植
再植是指醫生通过手术重新將患者身体上完全切断的身体部位（如手指、手掌或脚趾）连接起來。例如部分或全部截断的手指通過手術被重新接上。
已知醫生已在手指、手、前臂、手臂、脚趾、脚、腿、耳朵、头皮、脸、嘴唇、阴茎和舌头上进行过再植手術。醫生几乎可以在儿童的任何身体部位进行再植手術。